# Gouvernementen van Libanon
Libanon is administratief opgedeeld in negen gouvernementen (muhafazah), hieronder vermeld met de hoofdstad tussen haakjes:
1. Akkar (Halba)
2. Noord (Tripoli)
3. Baalbek-Hermel (Baalbek)
4. Beiroet (Beiroet)
5. Keserwan-Jbeil (Jounieh)
6. Libanongebergte (Baabda)
7. Beka (Zahleh)
8. Zuid (Sidon)
9. Nabatiye (Nabatiye)